# Bruine purperspreeuw
De bruine purperspreeuw (Aplonis fusca) is een uitgestorven zangvogel uit de familie Sturnidae (spreeuwen). 

## Verspreiding en leefgebied
Deze soort telde 2 ondersoorten:
- A. f. fusca: Norfolk.
- A. f. hulliana: Lord Howe-eiland (Australië).